# HD 135348
HD 135348，又名CD-43 9749，SAO 225602、HR 5668，是一颗恒星，视星等为6.04，位于銀經328.9，銀緯11.97，其B1900.0坐标为赤經15h 9m 29.2s，赤緯-43° 11.97′ 49″。